# Nina Badrić
Nina Badrić (Zagreb, Croácia, ex- Jugoslávia) (4 de julho de 1972-)  é uma cantora pop croata. Também é conhecida no mundo artístico apenas como 'Nina'.

## Discografia
- Godine nestvarne (1995)
- Personality (1997)
- Unique (1999)
- Nina (2000)
- Ljubav (2003)
- 07 (2007)
- NeBo (2011)